# Outre-Seille

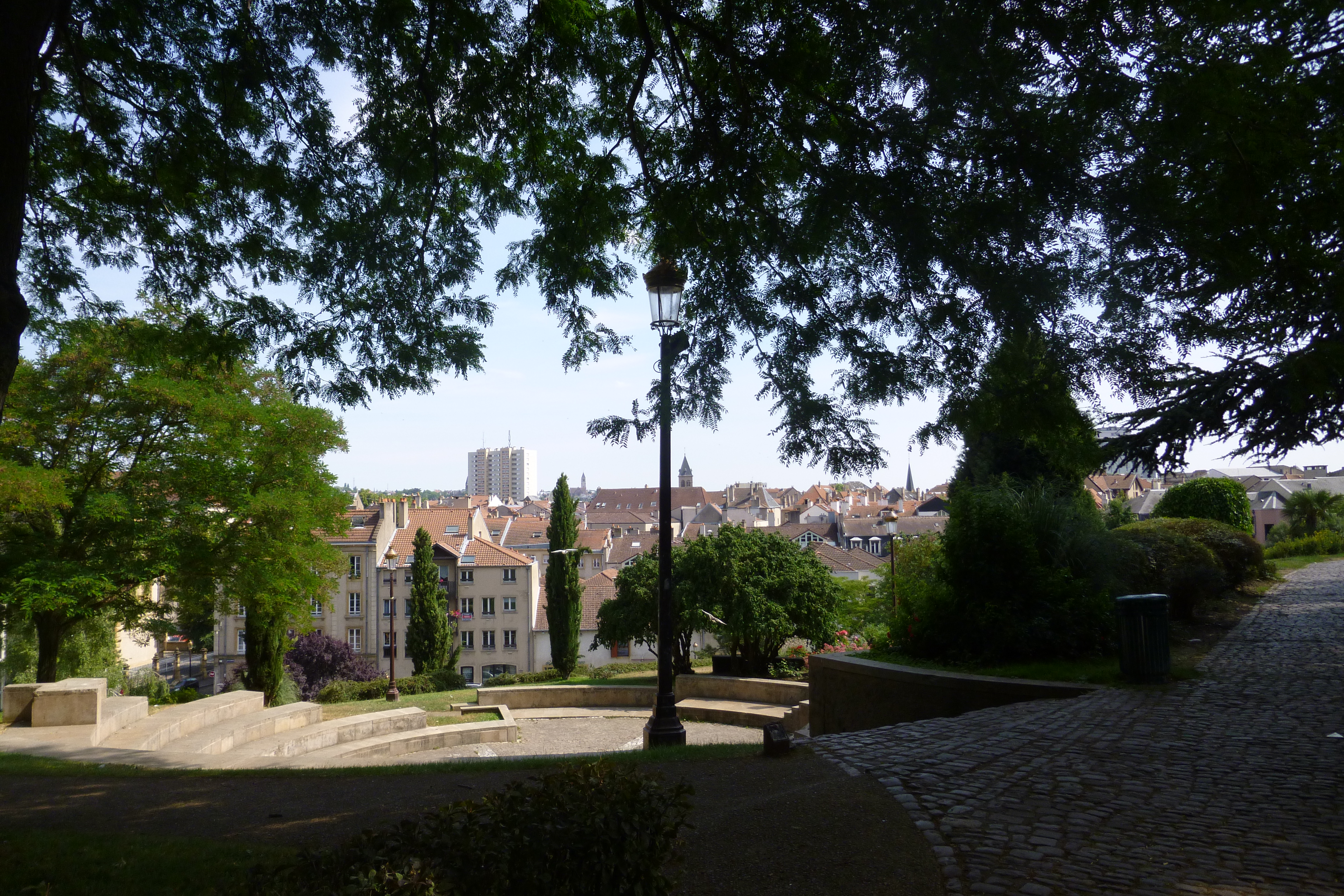
Vue sur le quartier depuis les hauteurs du jardin des Tanneurs

Outre-Seille, ou Outreseille, est un quartier historique de la ville de Metz en Moselle, aujourd’hui partie intégrante du quartier Ancienne Ville. Son nom vient du fait qu’il s'agissait autrefois d'une grande île formée par la Seille se divisant à cet endroit en deux bras. Le quartier, qui a longtemps tenu lieu de foyer de l’artisanat messin bien présent dans l’odonymie, a conservé son caractère dense et médiéval.

## Histoire

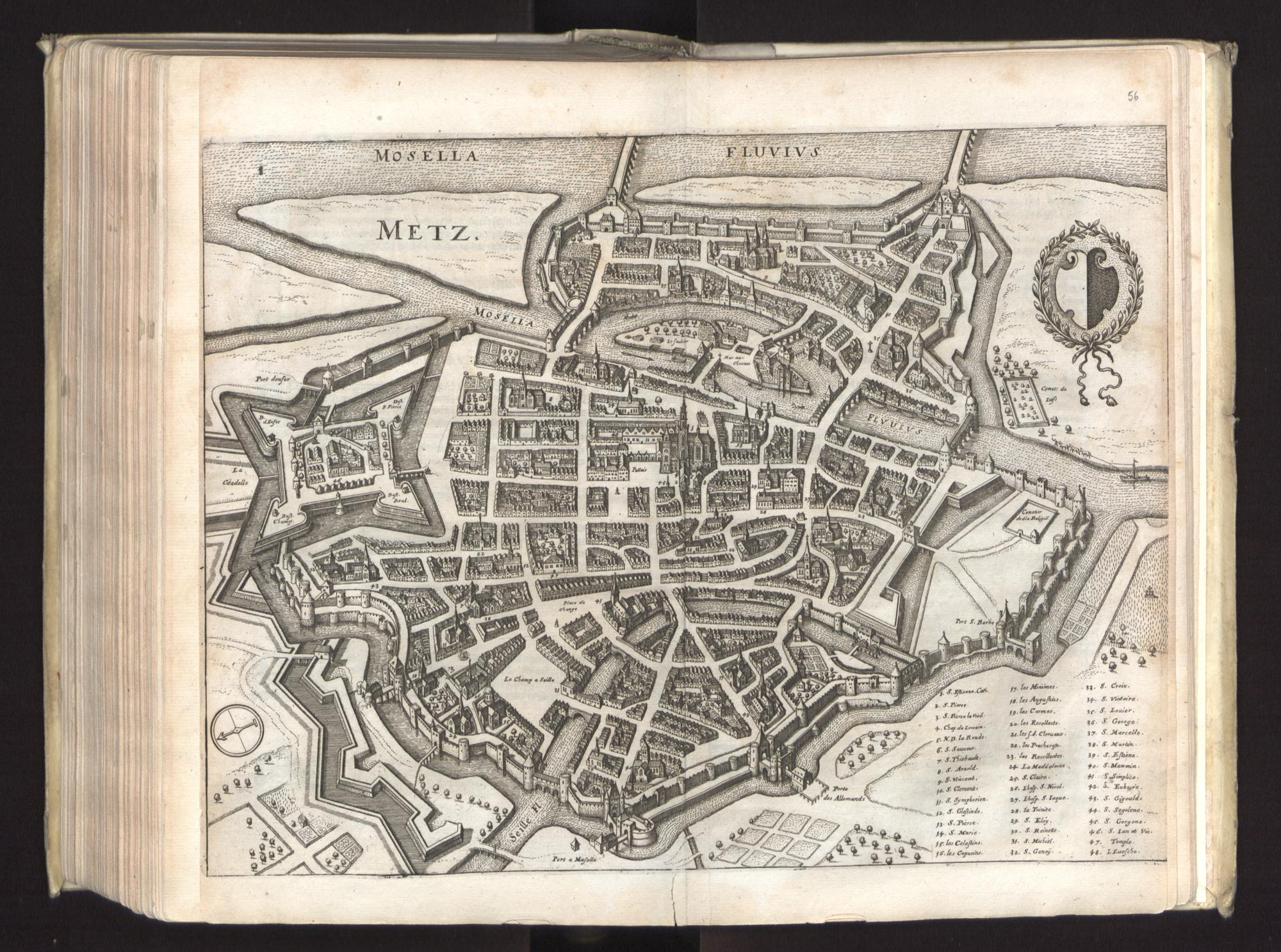
Metz, 1645. Le quartier Outre-Seille est bien distinct en bas de la carte avec ses deux portes, ses quatre ponts, ses églises...

À partir du milieu du IIIe siècle, un mobilier en céramique abondant témoigne de l'occupation du site. Mais à partir du IVe siècle, après la construction de l’enceinte romaine de Metz, les quartiers périphériques Outre-Seille, Outre-Moselle et du Sablon sont abandonnés. Les paroisses Saint-Eucaire et Saint-Maximin sont attestées dès le VIIIe siècle. Elles sont élevées le long des voies romaines respectivement vers Strasbourg (actuelle rue Mazelle) et vers Mayence (actuelle rue des Allemands) et dédiées à des évêques de Trèves, dont le diocèse de Metz dépendra jusqu’à la Révolution.
La paroisse Saint-Étienne-le-Dépenné est attestée après 1190.
Au XIIIe siècle, Outre-Seille, toujours faubourg rural, connaît une forte mutation. Il est intégré à la « vieille ville basse » lors de la construction des nouveaux remparts et devient un quartier intra-muros. Un canal dérivant le cours de la Seille est alors creusé afin d’alimenter les douves devant les nouveaux remparts.
Le quartier se construit à partir de la rue des Allemands qui était une voie de communication entre la porte des Allemands et le pont Sailly. La rue des Allemands est ainsi nommée en raison de l’existence d’un ancien hôpital de l’ordre Teutonique. Le parcellaire conserve la forme des anciens lopins agricoles.
Le quartier des tanneurs se modernise au XVIIe siècle, période à laquelle sont bâties les hautes maisons en bord de Seille destinée à favoriser le travail des peaux.

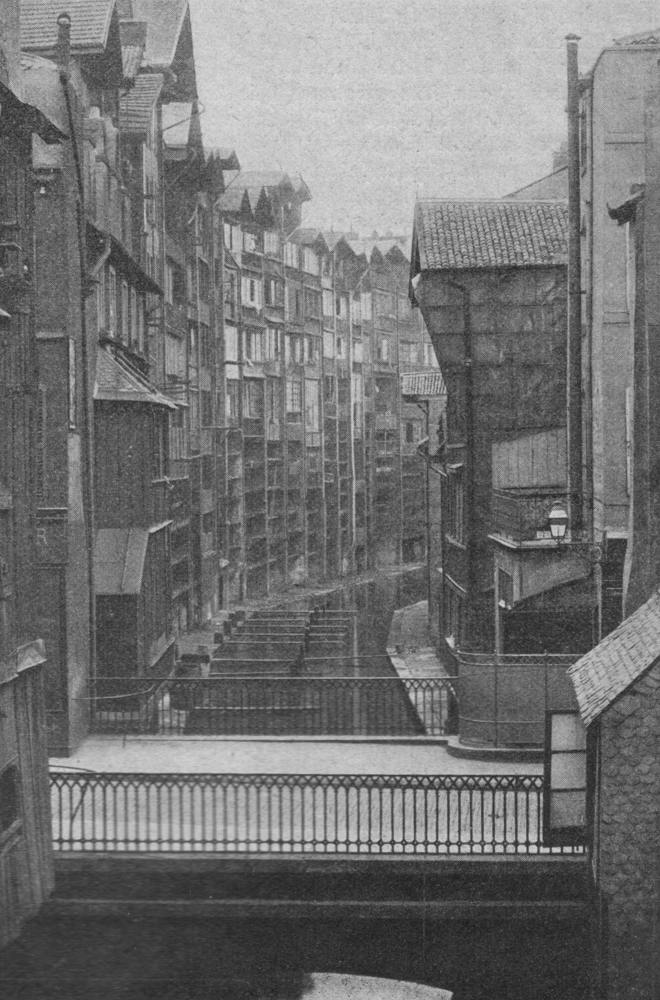
Fosse des tanneurs vers 1900.

Au XVIIIe siècle, les bourgeois adoptent des ornements architecturaux pour leurs hôtels dont l’esthétique baroque n’a pas de commune mesure avec les autres quartiers de la ville où un classicisme sobre prévaut. En 1739, Louis de Cormontaigne fait remblayer le canal de dérivation de la Seille pour créer un système fortifié bastionné.
En 1905, le bras de la Seille passant rues Haute-Seille, Basse-Seille et des Tanneurs est asséché puis comblé pour cause d’insalubrité.
Le quartier est en grande partie préservé du vandalisme moderne des années 1960 et 1970 qui prônait la tabula rasa. Il est complètement rénové, par étapes successives, à partir de la fin des années 1970. Ainsi ont vu le jour plusieurs réhabilitations d’immeubles vétustes, comme celle de la ZAC de l’îlot de Turmel.

## Activité économique et animation du quartier
On trouve dans le quartier Outre-Seille de nombreux commerçants et artisans, l’association des Commerçants d'Outre-Seille faisait partie des sept lauréats du Prix régional de la Performance des unions commerciales, de la Chambre Régionale de Commerce et d’Industrie de Lorraine et du Conseil Régional.
Sur le plan culturel et festif, plusieurs manifestations annuelles s’y tiennent : le 3 février, date de la saint Blaise, a lieu le pèlerinage annuel à l’église Saint-Eucaire ; chaque premier dimanche du mois de juin, un pique-nique est organisé dans la cour de l’école saint-Eucaire ; le dernier dimanche du mois, d’août, la fête des métiers d’art se déroule place des Charrons et, lors du premier dimanche de septembre, a lieu la traditionnelle foire à la brocante du quartier Outre-Seille qui réunit en moyenne 250 exposants, elle est inaugurée par le maire de la ville accompagné de la nouvelle Reine de la Mirabelle et de ses dauphines.

## Monuments et lieux remarquables

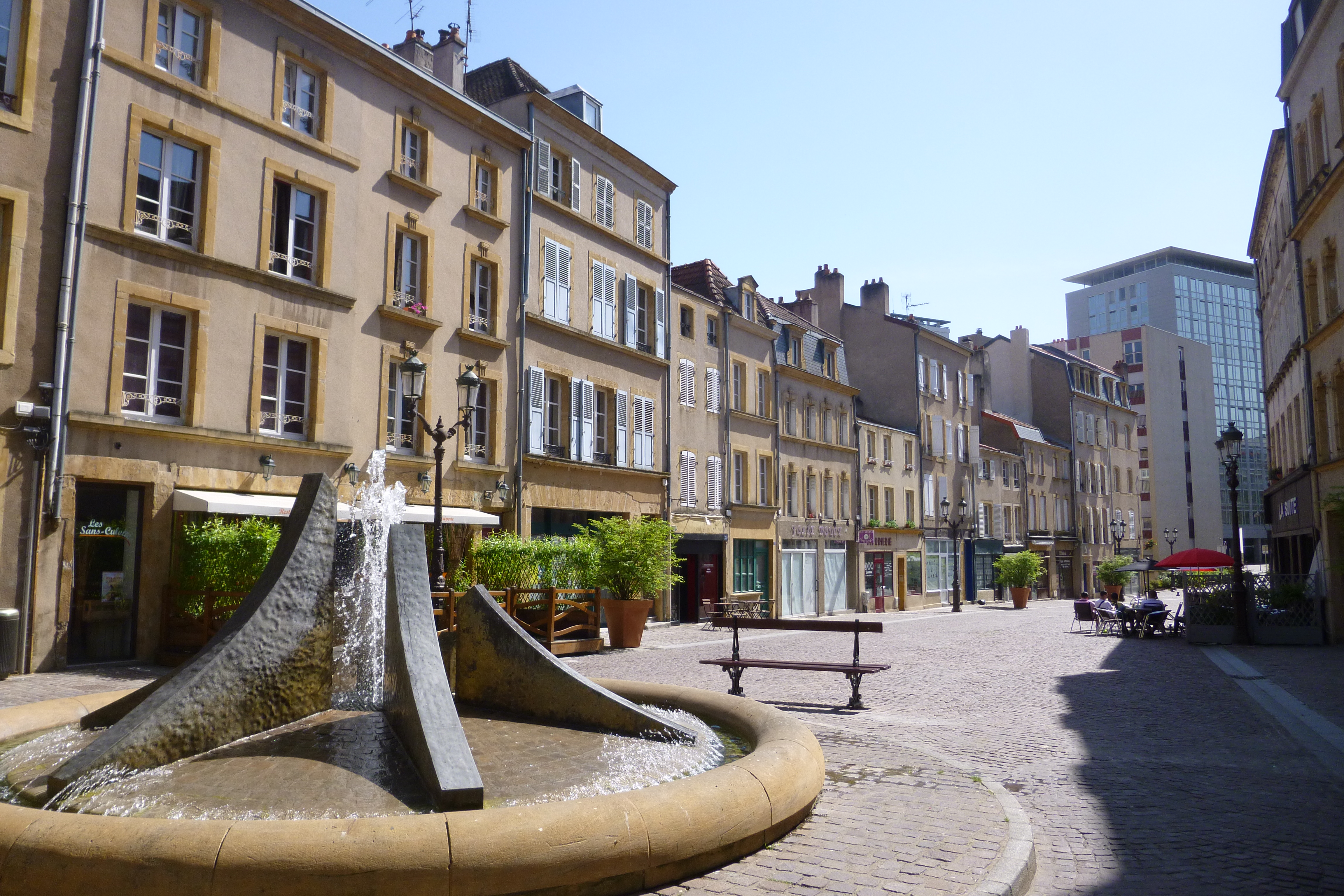
La place des Charrons, au Moyen-Âge une rue donnant sur le pont-à-Seille et sur le grand-place du Champ-à-Seille

Plusieurs monuments parsèment le quartier tels que la porte des Allemands et les remparts médiévaux de Metz sur son pourtour ; des églises ceintes dans le tissu urbain telles l’église Saint-Eucaire, l’église Saint-Maximin ornée de vitraux de Jean Cocteau, des places qui conservent quelque animation artisanale comme la place des Charrons où s’élève l’hôtel de Burtaigne (Renaissance). On peut citer également l’ancien couvent de la Visitation et l’église luthérienne de la Confession d’Augsbourg, deuxième édifice religieux bâti « intra muros » à Metz. Insérée entre des maisons, au centre de la rue Mazelle, sa consécration eut lieu le 28 août 1893.
L’ancienne porte Mazelle médiévale (proche de l’actuelle place Mazelle), subit de gros aménagements de 1735 à 1737, en 1741 et en 1751. Elle est reconstruite en 1894. Son nivellement date de 1905. La porte Mazelle ressemblait à un arc de triomphe d’ordre toscan, surmonté d’une corniche avec fronton et entablement sur lesquels étaient représentées autrefois les armes royales de la France et celles de la cité.
L’église Saint-Étienne-le-Depenné fut transformée à la Révolution en entrepôt et appartements. Ce bâtiment, en restauration, possède de superbes fenêtres gothique flamboyant.

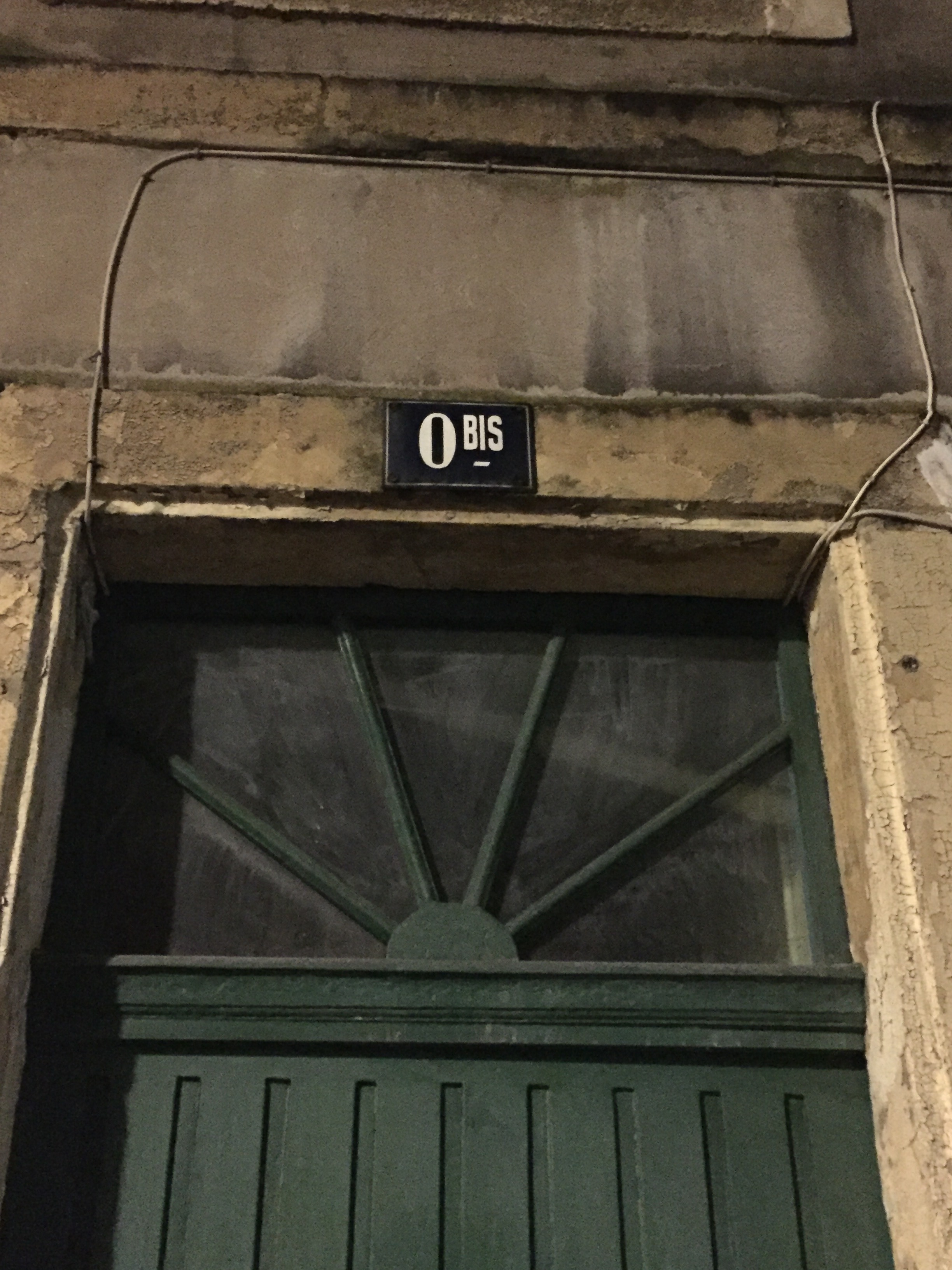
Portail de l'immeuble « 0bis rue du Grand Wad » à Metz

Le quartier comporte plusieurs rues avec des numérotations surprenantes. Ainsi, la rue de la Baue a un immeuble numéroté « 0 » et la rue du Grand Wad comporte un immeuble numéroté « 0 » et un « 0 bis ».
Autrefois de nombreux ponts en tout passaient au-dessus du bras intérieur de la Seille, dit Seillegraben, au niveau du quartier, d’aval en amont :
- pont du Moulin de la Basse-Seille[7] ;
- pont de la Grève[8] ;
- pont Sailly[9] ;
- pont d’Iéna, 1809[10] ;
- pont-à-Seille[11] ;
- pont du Moulin de la Haute-Seille[12] ;
- pont Mazelle[13]

et deux autres, faisant partie des remparts de la ville :
- pont des Grilles de la Basse-Seille (ou pont des Basses-Grilles), unique pont subsistant, bien qu'en ruînes[14] ;
- pont-aux-Arènes[15].